# Bonne d'Artois
Pour les articles homonymes, voir Artois (homonymie).
Titres
Duchesse de Bourgogne
30 novembre 1424 – 17 septembre 1425
(9 mois et 18 jours)
Comtesse de Nevers et de Rethel
20 juin 1413 – 25 octobre 1415
(2 ans, 4 mois et 5 jours)
Bonne d’Artois (1394 - Dijon, 17 septembre 1425), est une princesse française du premier quart du XVe siècle, devenue brièvement duchesse de Bourgogne par son second mariage avec Philippe III le Bon, duc de Bourgogne.

## Biographie
Bonne est la fille de Philippe d'Artois, comte d'Eu et connétable de France, et de Marie de Berry, fille du duc Jean de Berry. Après la mort de son père en Anatolie en 1397, prisonnier des Turcs après la bataille de Nicopolis, sa mère se remarie en 1400 avec le futur Jean Ier, duc de Bourbon, avec qui elle aura quatre autres enfants, dont Charles, futur duc de Bourbon et Louis, comte de Montpensier.
Bonne épouse en premières noces en 1413 Philippe de Bourgogne (1389-1415), comte de Nevers et de Rethel, veuf d'Isabelle de Coucy. Le mariage est célébré le 20 juin 1413 au château de Beaumont (identifié  à Beaumont-en-Artois  ou Beaumont-sur-Oise). Cette union entre le frère cadet du duc de Bourgogne Jean sans Peur et la petite-fille du duc Jean de Berry est considéré comme « le gage de la fragile réconciliation » entre Armagnacs et Bourguignons après l'épisode de la révolte des Cabochiens.
Son époux est tué à la bataille d'Azincourt, le 25 octobre 1415, après seulement deux ans de mariage, la laissant veuve avec deux très jeunes fils, Charles, né en 1414 et Jean, né à Clamecy quelques jours avant la mort de son père.
Entre 1419 et 1423, elle fonde à Decize, dans le château des comtes de Nevers, un monastère de clarisses réformées par Colette de Corbie.
Elle se remarie le 30 novembre 1424, à Moulins-Engilbert, avec le neveu de son défunt époux, Philippe le Bon, duc de Bourgogne, veuf depuis 1422 de Michelle de France.

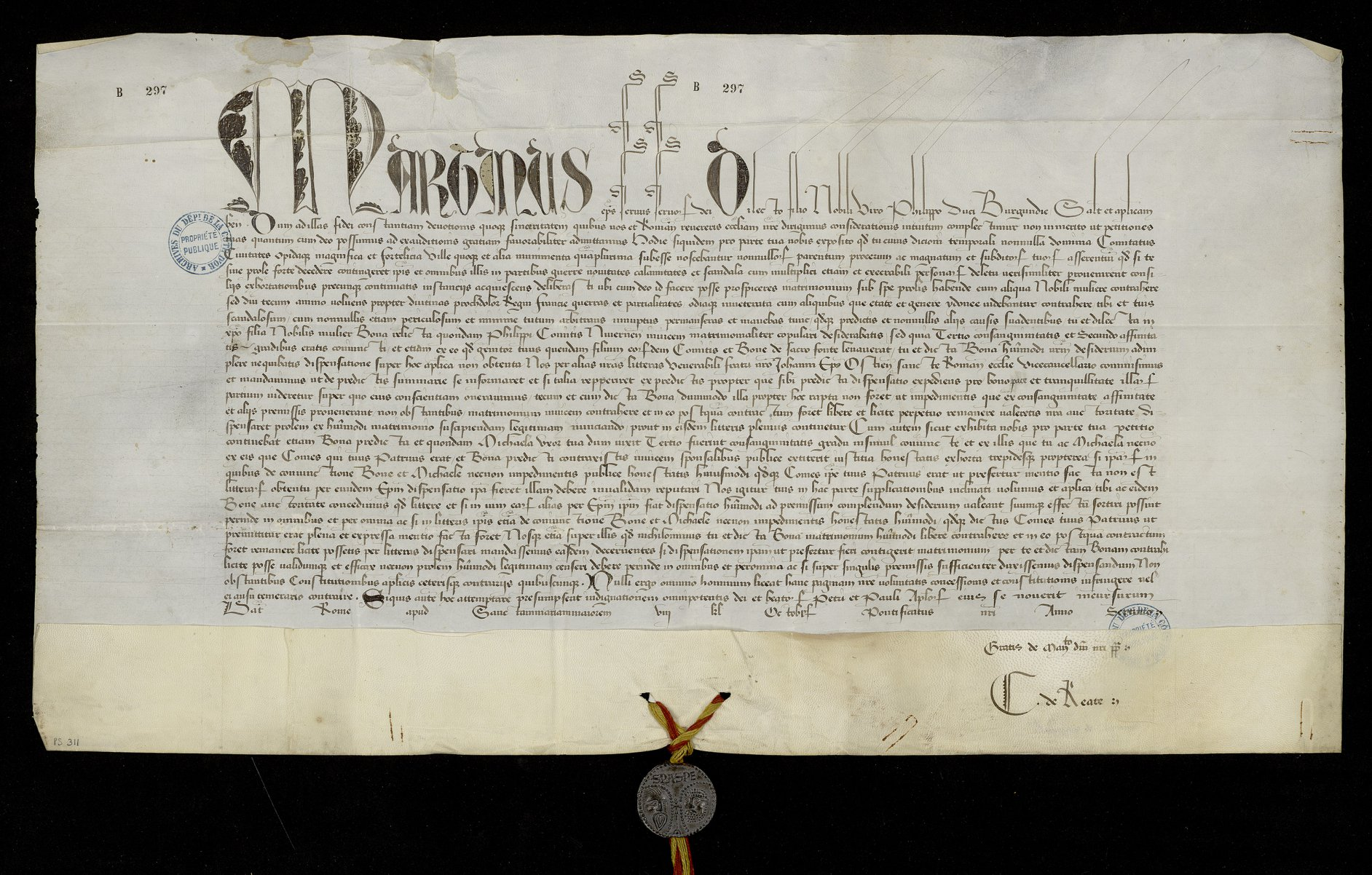
Dispense du pape Martin V permettant le mariage de Philippe le Bon et de Bonne d'Artois, 24 septembre 1424.

Bonne d'Artois meurt l'année suivante, à Dijon, le 17 septembre 1425, moins de dix mois après son remariage. Elle est inhumée dans la chartreuse de Champmol, nécropole dynastique des ducs de Bourgogne de la maison de Valois et de leur famille.
À l'occasion de sa mort, un noble et poète de la cour de Bourgogne, Guillaume de Vaudrey, composa une complainte.